# 4t districte de París
El 4t districte és un dels vint districtes de París, França. És Riba Dreta del Sena. El 4t districte inclou l'edifici renaixentista de l'Hôtel de Ville de París. Conté l'Ajuntament de París, d'estil renaixentista, reconstruït entre 1874 i 1882. També comprèn la plaça renaixentista de la Place des Vosges, l'eminentment modern Centre Georges Pompidou i la part meridional del barri medieval de Le Marais, conegut per ser el barri gai de París (mentre que la part septentrional, més calmada, es troba al 3r districte de París). El 4t districte també inclou la part oriental de l'Ile de la Cité (amb la Catedral de Notre-Dame), així com l'Ile Saint-Louis.

## Història
L'Ile de la Cité ha estat habitada des del segle i aC, quan estava ocupada pels parisis. La Riba Dreta va ser ocupada per primera vegada a la baixa edat mitjana. Des de finals del segle xix, Le Marais ha estat poblat amb una significant població jueva. La Rue des Rosiers és el nucli d'aquesta comunitat, i hi ha uns quants restaurants caixer. Des dels anys 90, la cultura gai ha modificat el districte, amb l'obertura d'uns quants bars i cafès gais a la zona.

## Geografia
Amb una àrea d'1,60 km², el 4t districte és el tercer més petit de la ciutat. El 4t districte va assolir la seva població màxima abans del 1861, malgrat que el districte va començar a existir en la seva forma actual a partir de la reorganització de París el 1860. A l'últim cens (1999), la població era de 30.675 habitants, i comptava amb 41.424 llocs de treball. Cadascun dels vint districtes de París se subdivideix en quatre barris (quartiers). Aquests són els quatre barris del 4t districte:
- Quartier Saint-Merri
- Quartier Saint-Gervais
- Quartier de l'Arsenal
- Quartier Notre-Dame

### Població històrica
| Any (dels censos francesos) | Població | Densitat (hab. per km²) |
| --------------------------- | -------- | ----------------------- |
| 1861 (població màxima)      | 108.520  | 67.783                  |
| 1872                        | 95.003   | 59.377                  |
| 1954                        | 70.944   | 41.638                  |
| 1962                        | 61.670   | 38.520                  |
| 1968                        | 54.029   | 33.747                  |
| 1975                        | 40.466   | 25.275                  |
| 1982                        | 33.990   | 21.230                  |
| 1990                        | 32.226   | 20.129                  |
| 1999                        | 30.675   | 19.160                  |

### Llocs d'interès
- Bazar de l'Hôtel de Ville - centre comercial
- Berthillon
- Bibliothèque de l'Arsenal
- Centre Georges Pompidou
- Hôtel-Dieu hospital
- Hôtel de Sens
- Hôtel de Sully, a una antiga orangerie
- Hôtel de Ville
- Le Marais
- Rue des Rosiers
- Lycée Charlemagne
- Notre-Dame de París
- Prefectura de Policia
- Tour de Saint-Jacques
- Església de St-Gervais-et-St-Protais
- Torre del Temple, fortalesa i després presó

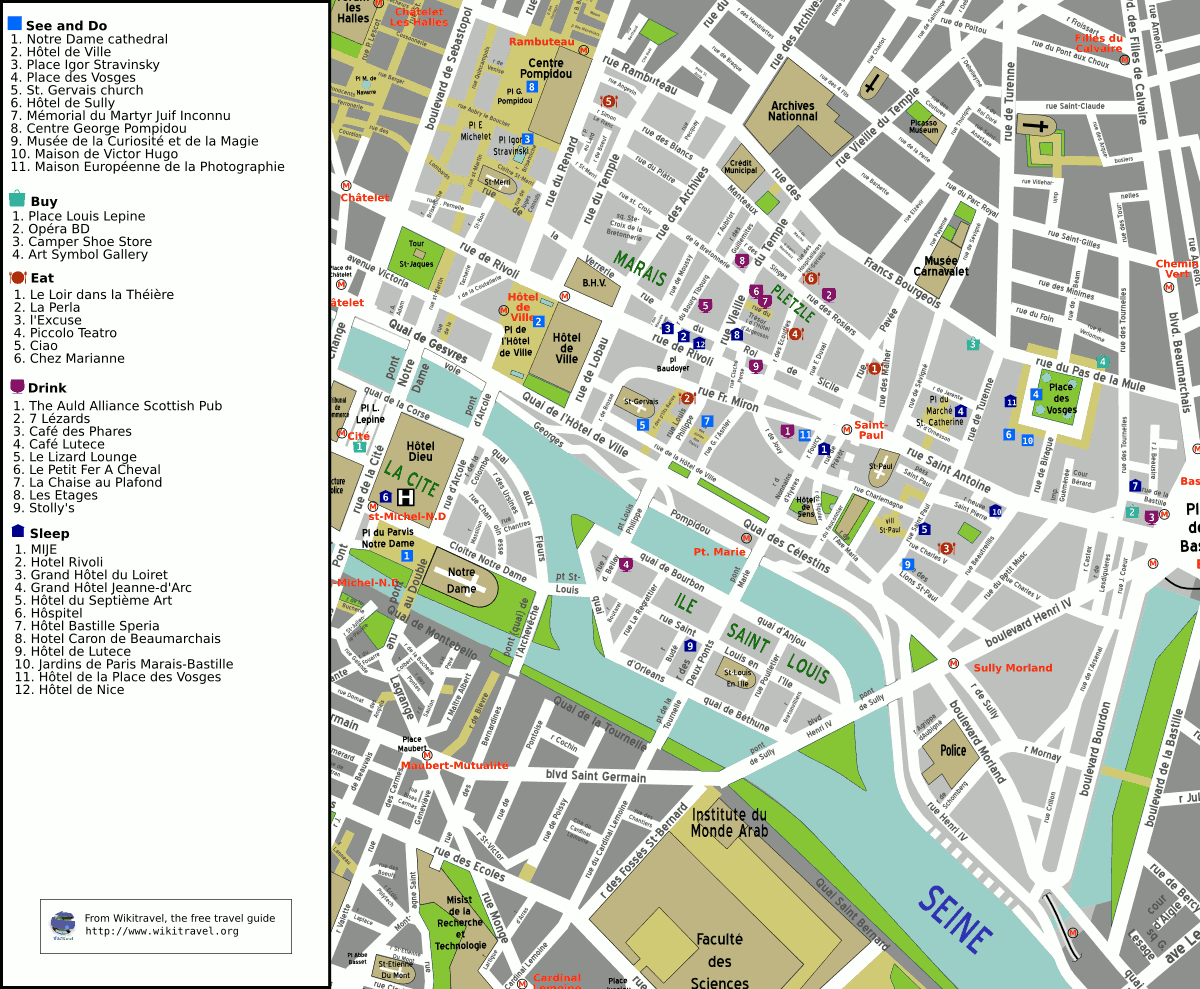
Mapa del 4t districte

- Temple du MaraisMapa del 4t districte